# Arthur Löwenstamm

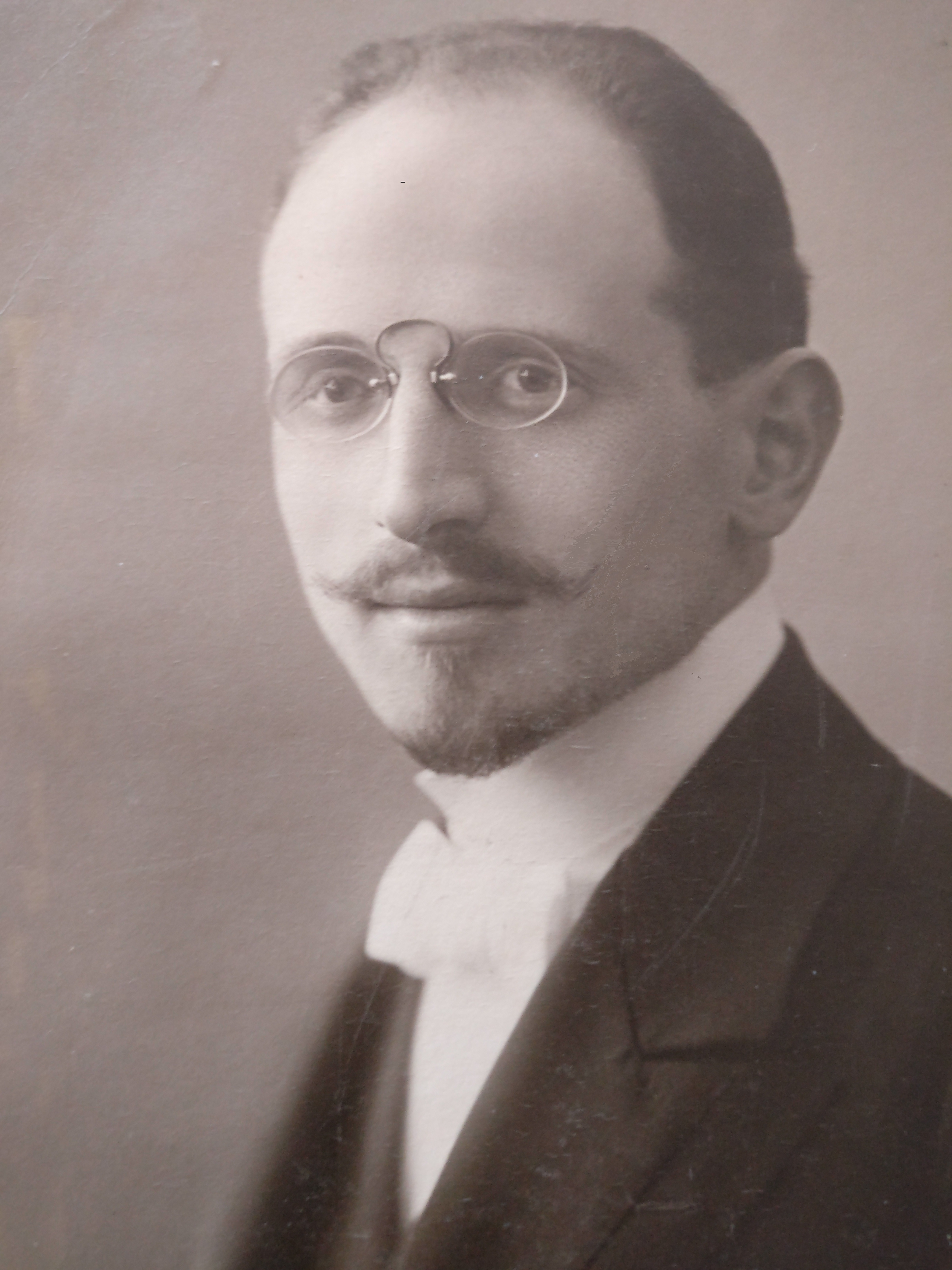
Rabbiner Arthur Löwenstamm (1911)

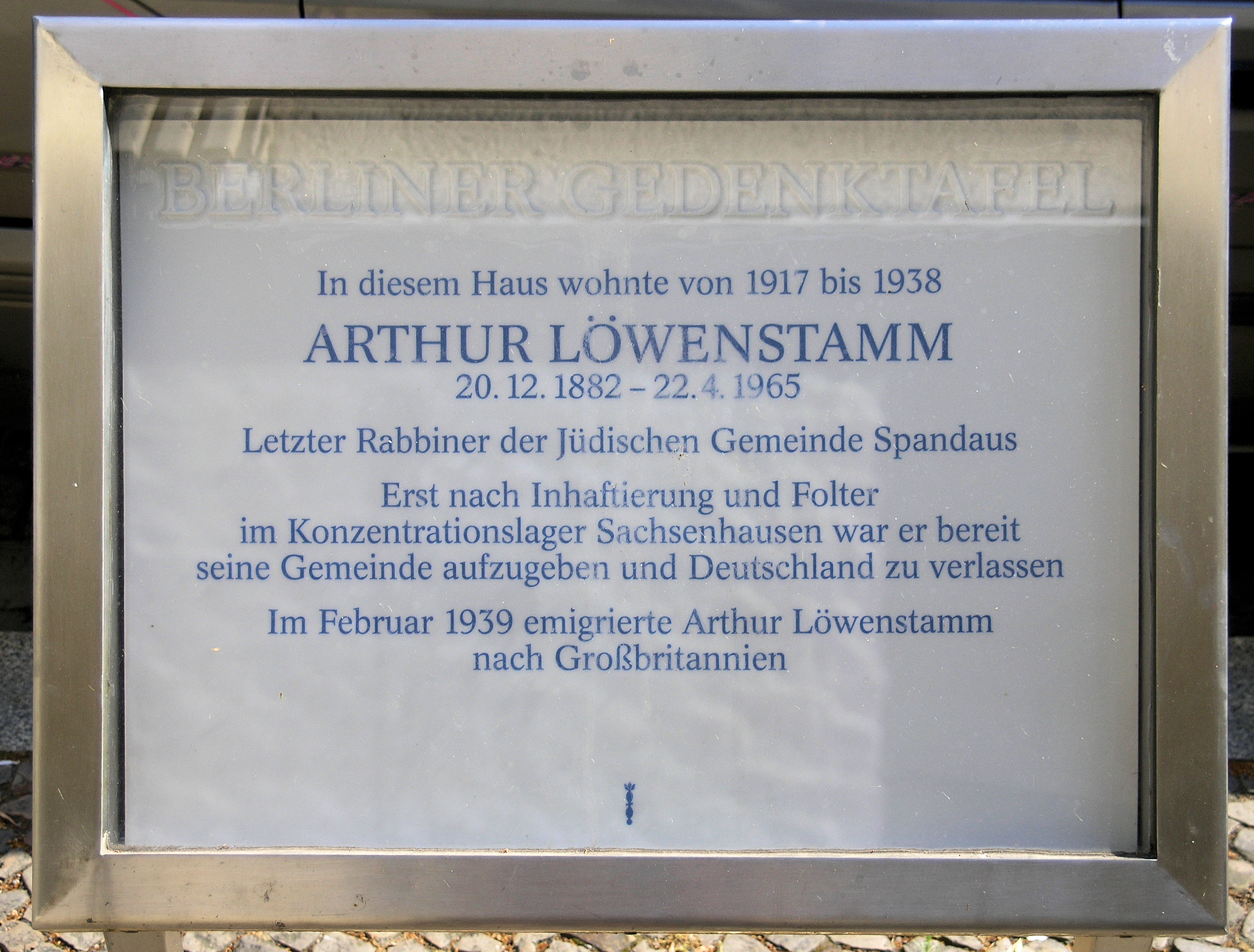
Berliner Gedenktafel am Haus Feldstraße 11 in Berlin-Spandau

Arthur Löwenstamm (* 20. Dezember 1882 in Ratibor, Oberschlesien; † 22. April 1965 in Manchester, Vereinigtes Königreich) war ein preußischer sowie englischer Rabbiner und Sachbuchautor.

## Leben und Wirkung
Arthur Löwenstamm erhielt von 1902 bis 1911 am Jüdisch-Theologischen Seminar in Breslau seine Ausbildung als Rabbiner und bestand 1910 das Rabbinerexamen. Gleichzeitig studierte er an den Universitäten Breslau und Erlangen; in Erlangen promovierte er 1905 mit einer Dissertation zu dem Philosophen Hermann Lotze. Von Oktober 1911 bis 1916 war er Rabbiner in Pleß in Oberschlesien und als solcher Mitglied im Verband der Rabbiner Oberschlesiens. Am 6. Dezember 1916 wählte ihn die Gemeinde in Spandau zu ihrem ersten ständigen Rabbiner. Arthur Löwenstamm trat sein Amt in der Spandauer Vereinssynagoge am Lindenufer am 1. April 1917 an und übte es bis Herbst 1938 aus. In dieser Funktion gab er auch Religionsunterricht an den Spandauer Schulen, betreute einige jüdische Kleingemeinden und engagierte sich in der Wohlfahrtsarbeit zusammen mit den christlichen Kirchengemeinden; auf seine Anregung hin verpflegte der israelitische Frauenverein zur Zeit von Inflation und Arbeitslosigkeit unentgeltlich Bedürftige aus allen Konfessionen. Er wirkte als Seelsorger auch für Kriegsgefangene und Strafgefangene in Spandau. Löwenstamm konnte erreichen, dass jüdischer Religionsunterricht an den Spandauer Gymnasien und Realschulen als Unterrichtsfach eingeführt wurde; in den der Gemeinde angeschlossenen Vereinen hielt er Vorträge, um das Wissen über das Judentum zu vertiefen.
Löwenstamm war verheiratet mit Gertrud geb. Modlinger (geboren am 14. Februar 1887 in Gleiwitz), die 1952 starb. Er war Mitglied der Vereinigung der liberalen Rabbiner, außerdem Mitglied und später Präsident der Berthold-Auerbach-Loge des Unabhängigen Ordens B’nai B’rith (U.O.B.B.). Er gehörte der Gesellschaft zur Förderung der Wissenschaft des Judentums an und war Vorsitzender der 1932 gegründeten Vereinigung brandenburgischer Rabbiner.
1938 zog Löwenstamm mit seiner Frau zu seinem langjährigen Freund Louis Salomon in die Breite Straße 33–34 in Spandau. Am 9. November 1938 wurde während des Novemberpogroms auch die Spandauer Synagoge in Brand gesteckt. Rabbiner Arthur Löwenstamm wurde misshandelt, verhaftet und in das KZ Sachsenhausen deportiert, aus dem er am Jahresende unter der Bedingung entlassen wurde, Deutschland sofort zu verlassen. Es gelang ihm die Flucht nach Großbritannien, wo er am 1. Februar 1939 seine bereits 1938 emigrierten Töchter Erika und Gerda wiedertraf. Seit Mai 1945 war er in London, wo er sich der Gemeinde der „West London Synagogue“ anschloss. Er wurde Direktor der Society for Jewish Studies und Mitglied des Prüfungsausschusses für Rabbinatskandidaten. Er gehörte der Association of Rabbis from Germany und der Association of Jewish Refugees an. Im Jahr 1954 war er zeitweilig in Berlin-West tätig. Löwenstamm war befreundet mit der Familie Baeck, zu seinen Schülern gehörten Jakob Petuchowski und Hugo Gryn. Er lebte zuletzt in einem Altenheim in Manchester.
Nach Rabbiner Arthur Löwenstamm wurde am 15. August 2002 die „Löwenstammstraße“ in Berlin-Spandau benannt.
Seinen schriftlichen Nachlass hat die Tochter Erika Reid dem Leo Baeck Institut (LBI) in New York übertragen.

## Schriften (Auswahl)
- Lotzes Lehre vom Ding an sich und Ich an sich. Inaugural-Dissertation 1906, Universität Erlangen, H. Fleischmann Verlag, 1906, OCLC 457672493
- Die Grundsätze des jüdischen Liberalismus. 1920.
- Gedächtnisrede gehalten bei der Seelengedenkfeier des Ostrowoer Hilfsvereins zu Berlin. Am 27. Februar 1928. Ostrowoer Hilfsverein, Berlin 1928, OCLC 16877488
- Hugo Grotius’ Stellung zum Judentum. Breslau 1929, OCLC 778836986
- Soziologie der Loge. In: Zum 50jährigen Bestehen des Ordens Bne Briss in Deutschland U.O.B.B. J. Kauffmann, Frankfurt 1933, S. 119–160, DNB 572277008 (online)